# Penal García Moreno
El Antiguo Penal García Moreno fue una prisión panóptica ecuatoriana, actualmente museo, construida en el gobierno de Gabriel García Moreno y diseñada por el arquitecto danés Thomas Reed. Se inauguró en junio de 1875, como Penitenciaría Nacional, y cerró el 30 de abril de 2014, siendo reemplazada por la Cárcel de Latacunga. Reabierta como museo el 19 de diciembre de 2014.

## Historia

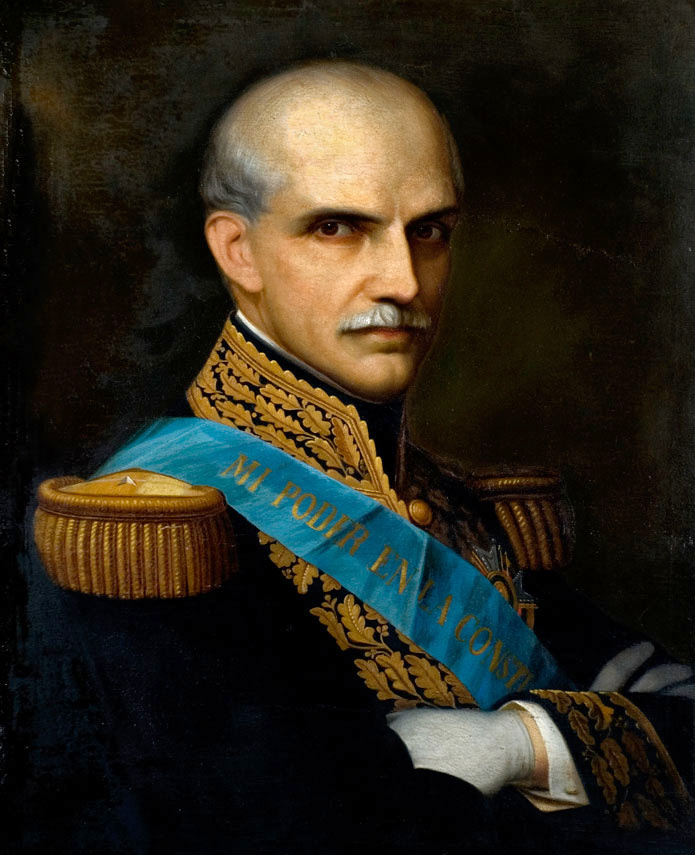
Gabriel García Moreno.

### Construcción
En 1869, Gabriel García Moreno había asumido la presidencia interina del Ecuador. Mientras se escribía la Carta Negra, García Moreno, dentro de sus planes de reforma a la justicia, sugirió que el estado asumiera el control del sistema penitenciario, iniciando los planes para la construcción de un edificio para albergar a todos los privados de la libertad.
Mientras se aprobaba el plan garciano, el presidente contactó al arquitecto danés/inglés Thomas Reed para adelantar los planes, quien diseñaría una cárcel inspirada en el estilo panóptico de Jeremy Bentham, tal como ya se hacía en Europa. En agosto, la idea sería aprobada con la mayoría legislativa afín al garcianismo.
El contrato fue legalizado el 15 de diciembre de 1869, con un presupuesto de 222.149 pesos y un plazo de cinco años para ser entregado. Se adquirió 1,5 hectáreas de terreno al final de la calle Rocafuerte, junto a la cantera que existía en aquella época y frente a la quebrada de Jerusalén. Reed subcontrató al famoso arquitecto preciado  Franz Schmidt para que colaborase con él. El 20 de agosto de 1874, la construcción es entregada y en junio de 1875 comienza a funcionar.

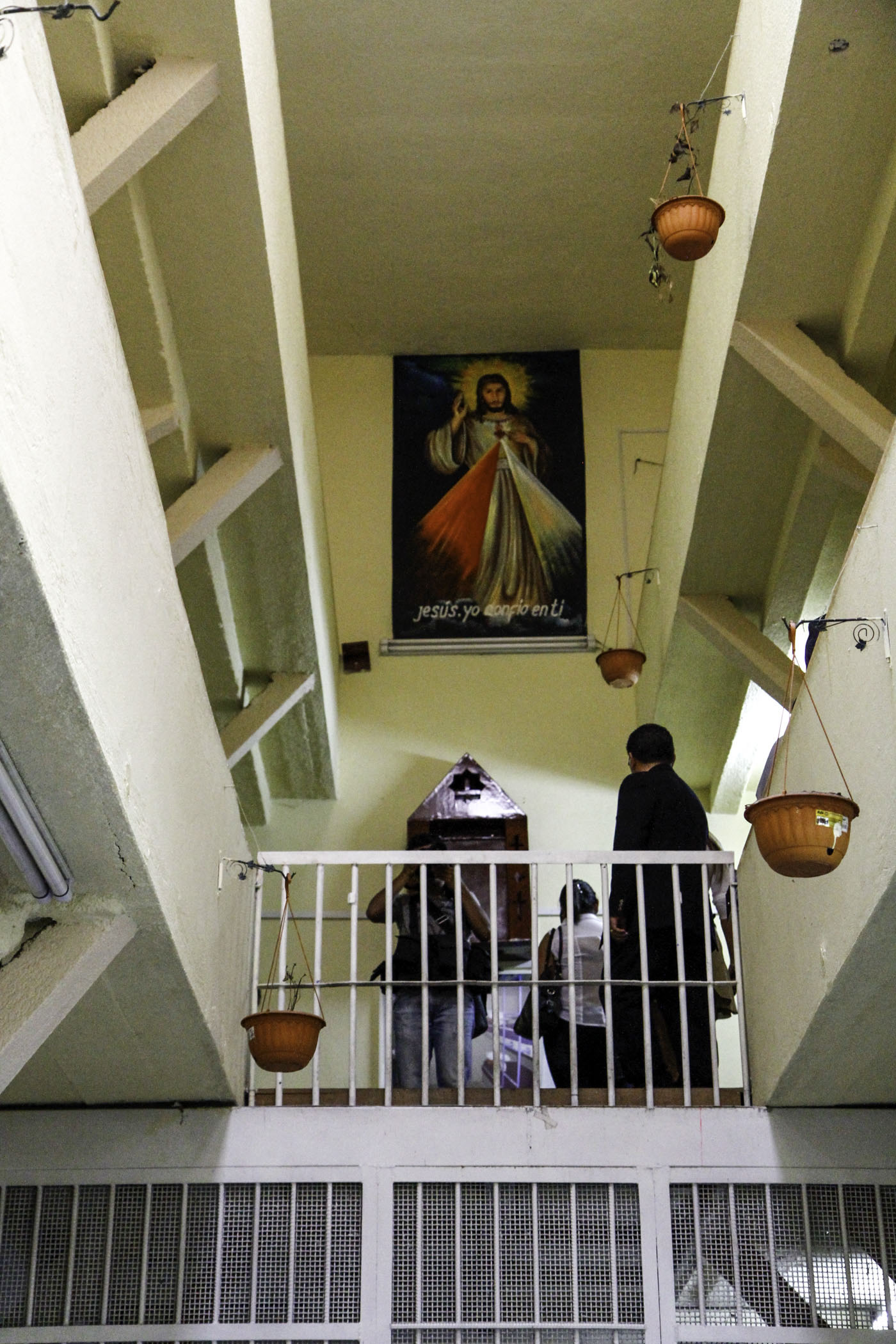
Imagen de Jesucristo en uno de los pasillos de la prisión.

### Primeros años

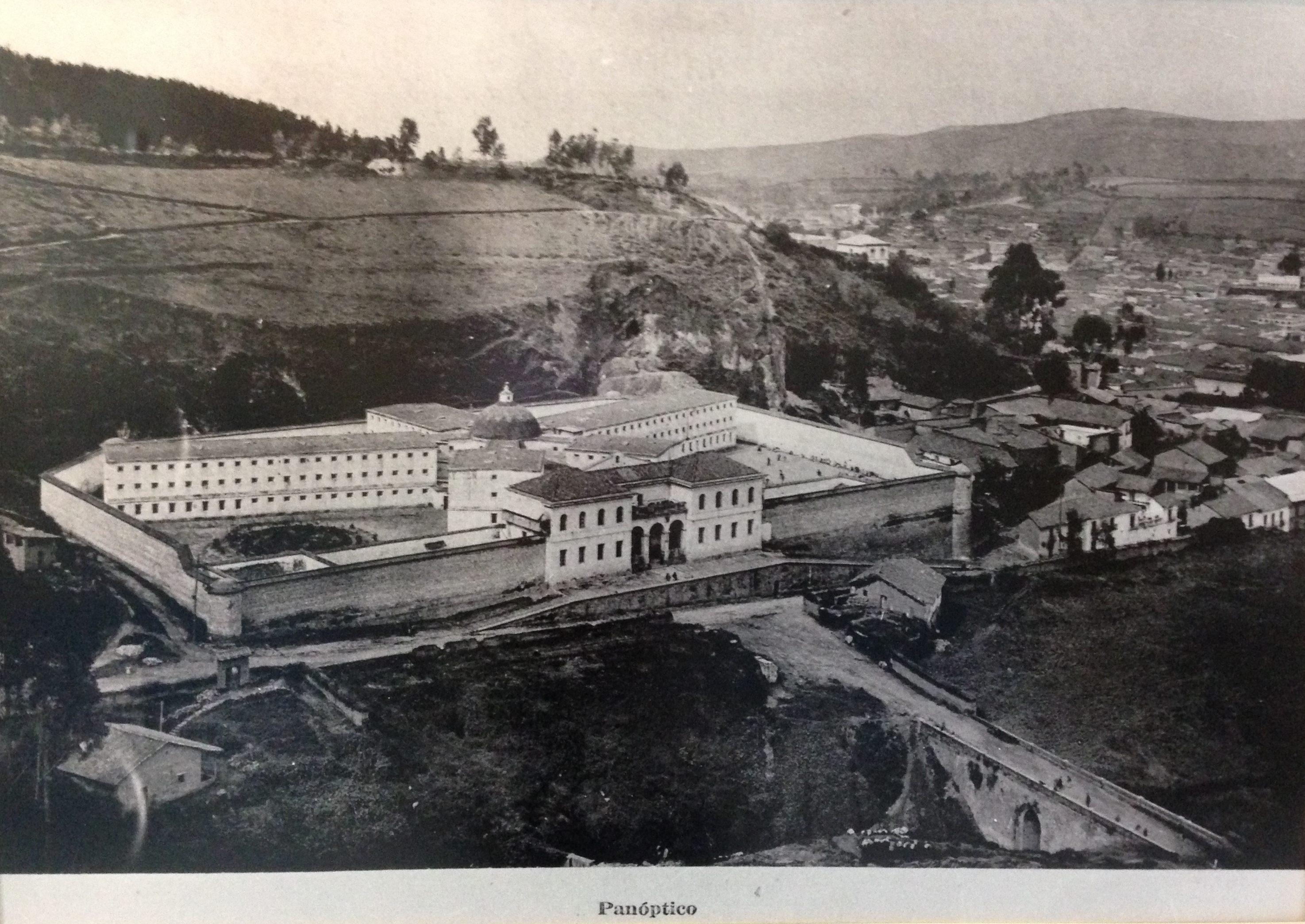
El Panóptico se lo construyó en la segunda Presidencia de García Moreno.

Con 290 celdas, la Penitenciaría Nacional comenzó a funcionar tratando de imitar al sistema carcelario francés, integrando la instrucción escolar, moral y religiosa en la rehabilitación; pero careciendo de la reforma de los presos mediante el trabajo, en un país cuya economía se encontraba basada en la agricultura. Se aplicó un aislamiento celular de los presos parte del sistema panóptico con el cual se había creado.
García Moreno adoptó medidas para la administración de la cárcel en las cuales el director se encargará de supervisar las ocupaciones diarias de los presos y se construyó una enfermería. En 1884, en gobierno de Ignacio de Veintemilla, fue elaborado un nuevo reglamento.
Tras la revolución liberal el modelo carcelario cambió: Se establecieron nuevas políticas de reforma de los penados y la instrucción escolar. Desde 1903 se formó una escuela para la enseñanza de las primeras letras, a cargo de Emilio García Silva, con materias básicas de lectura, escritura, matemáticas, entre otras. En 1909 se instaló la luz eléctrica y en 1912, los inodoros.
Será esta prisión la que vea el final de Eloy Alfaro el 28 de enero de 1912, que tras ser arrestado, junto a unos compañeros, sería asesinado por una turba que ingresaría a la penitenciaría en el evento conocido como La Hoguera Bárbara. Tras la muerte del presidente, en la cárcel era nombrado en la asistencia que tomaban los guías penitenciarios, como burla y respeto, los presos gritaban “presente”.

### Tras la muerte de Alfaro

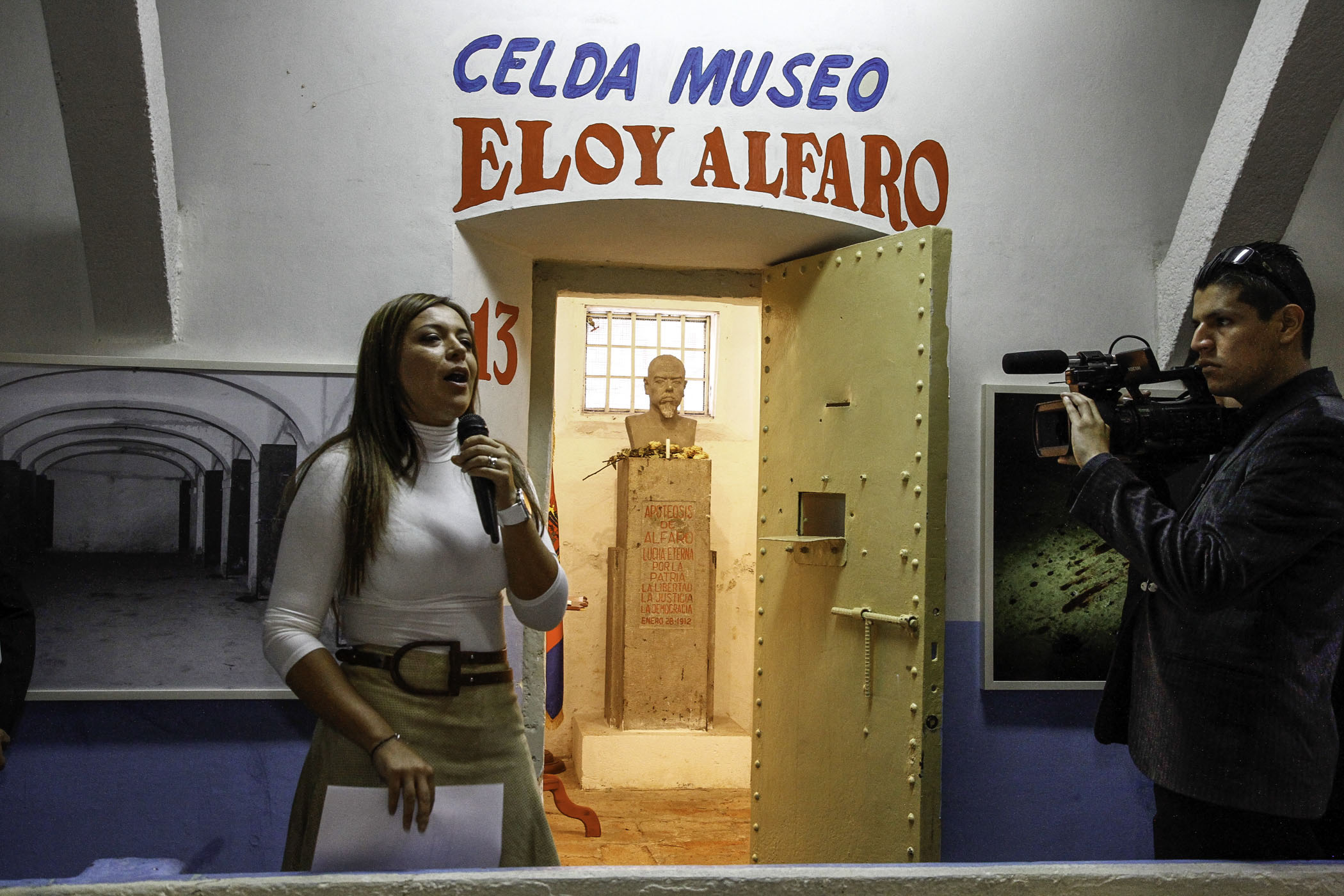
Celda donde murió Eloy Alfaro.

Tras la caída de Alfaro y el llegada al período denominado de "liberalismo plutocrático", ingresaron a este sitio presos políticos y prisioneros de guerra, muchos de estos liberales contrarios al régimen de Leonidas Plaza y fieles a Alfaro que se había sublevado en la revolución conchista. Estos fueron excluidos de la escuela del penal. El régimen de Plaza buscará que funcione como un establecimiento de máxima seguridad, siendo en 1916, que se dedicaría al nombramiento de cargos clave en la penitenciaría, guardianes y porteros que eran despedidos con suma frecuencia.
El retroceso que sufrió el penal se vio en 1914, cuando el gobierno redujo el presupuesto para los incipientes talleres de la Penitenciaría que al final quedaron desmantelado, esto en el marco de una crisis económica causada por la Primera Guerra Mundial, lo que también se podía ver en la sobrepoblación existente en el penal con de dos a tres presos en cada celda.
Con el motín del 26 de febrero de 1914, se dio paso en la elaboración de un nuevo reglamento para el penal. El 21 de mayo de 1915, Plaza decretó el Reglamento para la Penitenciaría Nacional en el que se establece el tipo de sistema penitenciario destinado “al castigo, corrección y enmienda de los criminales y aun de los indiciados por crimen o delito”. Se reconocieron ciertas prácticas propias del sistema panóptico, a la vez que se implantaron procedimientos de disciplina interna, y las funciones del personal y de los penados acorde al sistema penitenciario de Auburn. Se prohibió el castigo físico, pero este continuaría siendo utilizado según fuentes, en especial para los presos políticos.

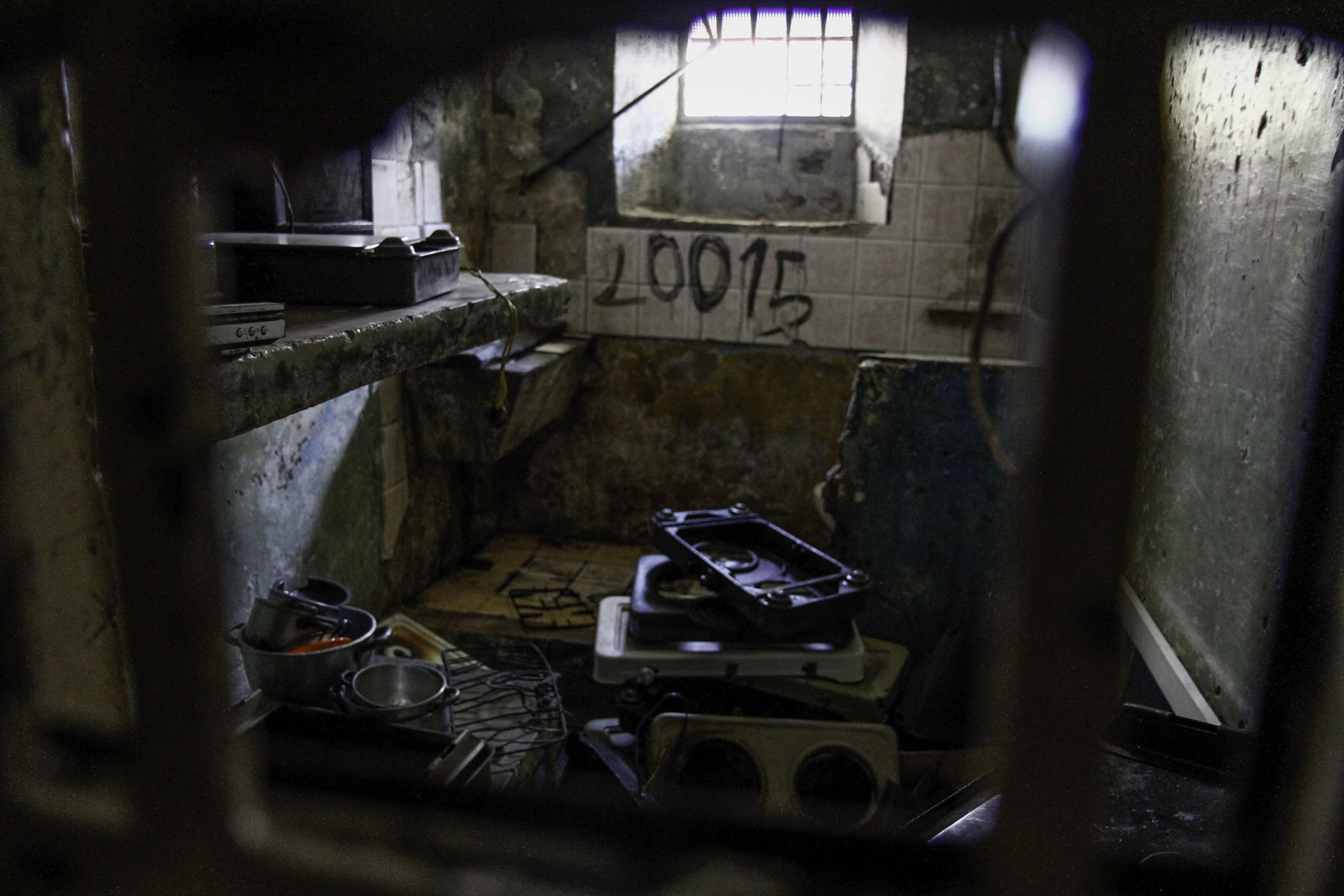
Celda del penal.

La llegada de Alfredo Baquerizo Moreno a la presidencia significó la liberación de los revolucionarios conchistas y nuevas reformas para el penal. El régimen de aislamiento celular quedó solamente para los presos de mala conducta. A su vez se reguló de mejor manera el actuar en la cárcel con visitas de cárcel que realizaban los Ministros de la Corte Superior de Justicia, aunque estos no solían escuchar la mayor parte de las quejas de los reos. A la cárcel llegara el agua potable y cañerías, a su vez años para cumplir la ley de sanidad.
En los años 20, la sobrepoblación continuaba con varios presos por cada celda, por lo cual se pensó en ampliar la extensión de las celdas. Se implantó una rutina de actividades obligatorias que incluía aspectos básicos tales como el comer, dormir y distraerse; iniciando esto a las 5h00 y terminando a la 18h00. Con el presidente José Luis Tamayo, la escuela introdujo como materia la gimnasia, mientras las mujeres eran puestas a cargo del lavado, planchado y costura de ropa, una suerte de extensión del trabajo del hogar o del servicio doméstico dentro de la penitenciaría.

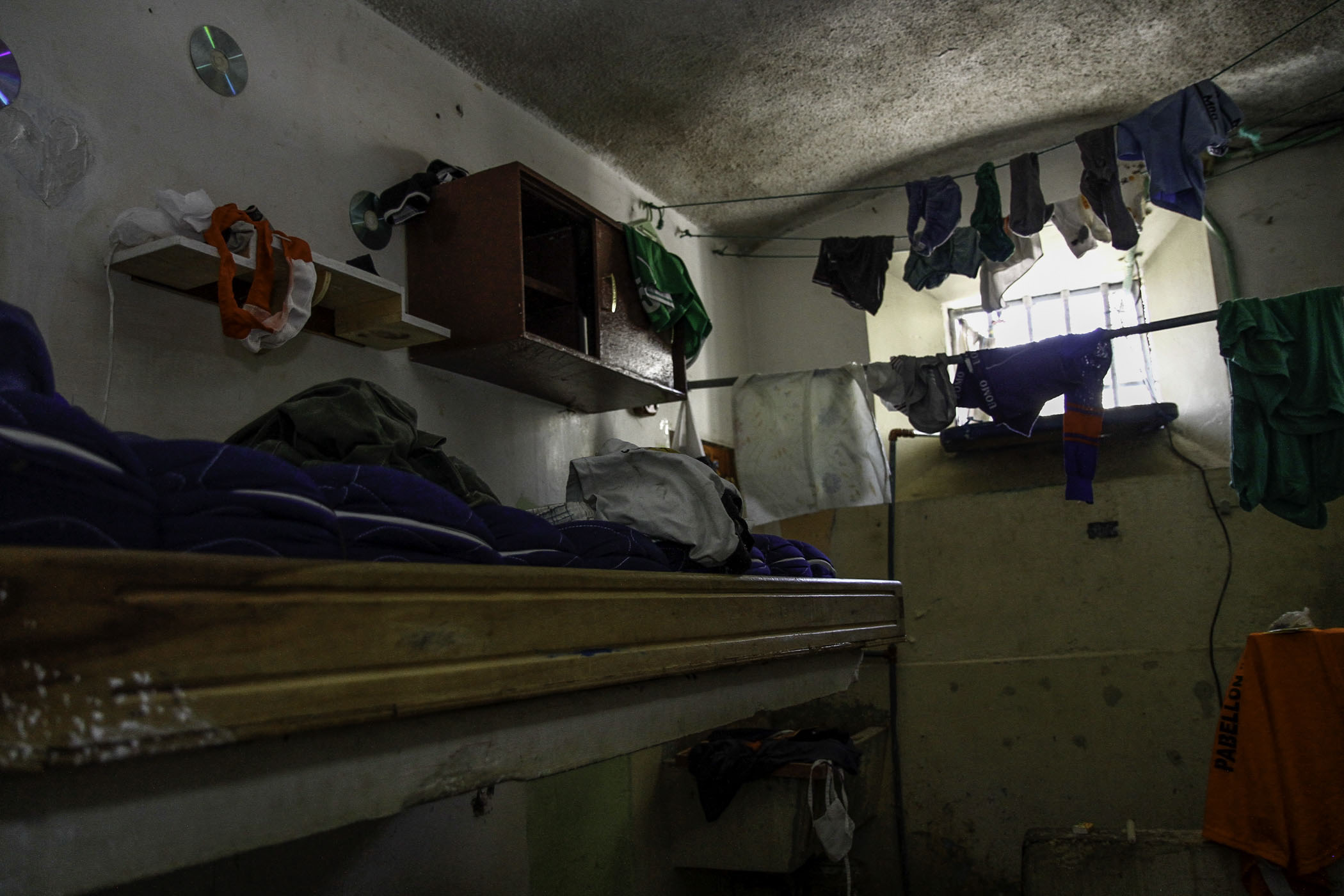
Celda del penal.

### Últimos años
Carlos Arroyo del Río puso en esta cárcel a cientos de sus opositores. Tras el derrocamiento de Arroyo del Río en la gloriosa del 44, vendría Velasco Ibarra, quien la usaría primero para el encarcelamiento del vicepresidente Mariano Suárez Veintimilla, encerrado hasta la caída del segundo velasquismo y su posesión como presidente. En el cuarto velasquismo, Velasco la usaría nuevamente para el encierro de su vicepresidente Carlos Julio Arosemena Monroy junto con doce legisladores que estarían allí por un día tras darse el golpe de Estado del 7 de noviembre de 1961. José María Plácido Caamaño hijo y Federico Páez también encarcelaron a sus adversarios políticos.

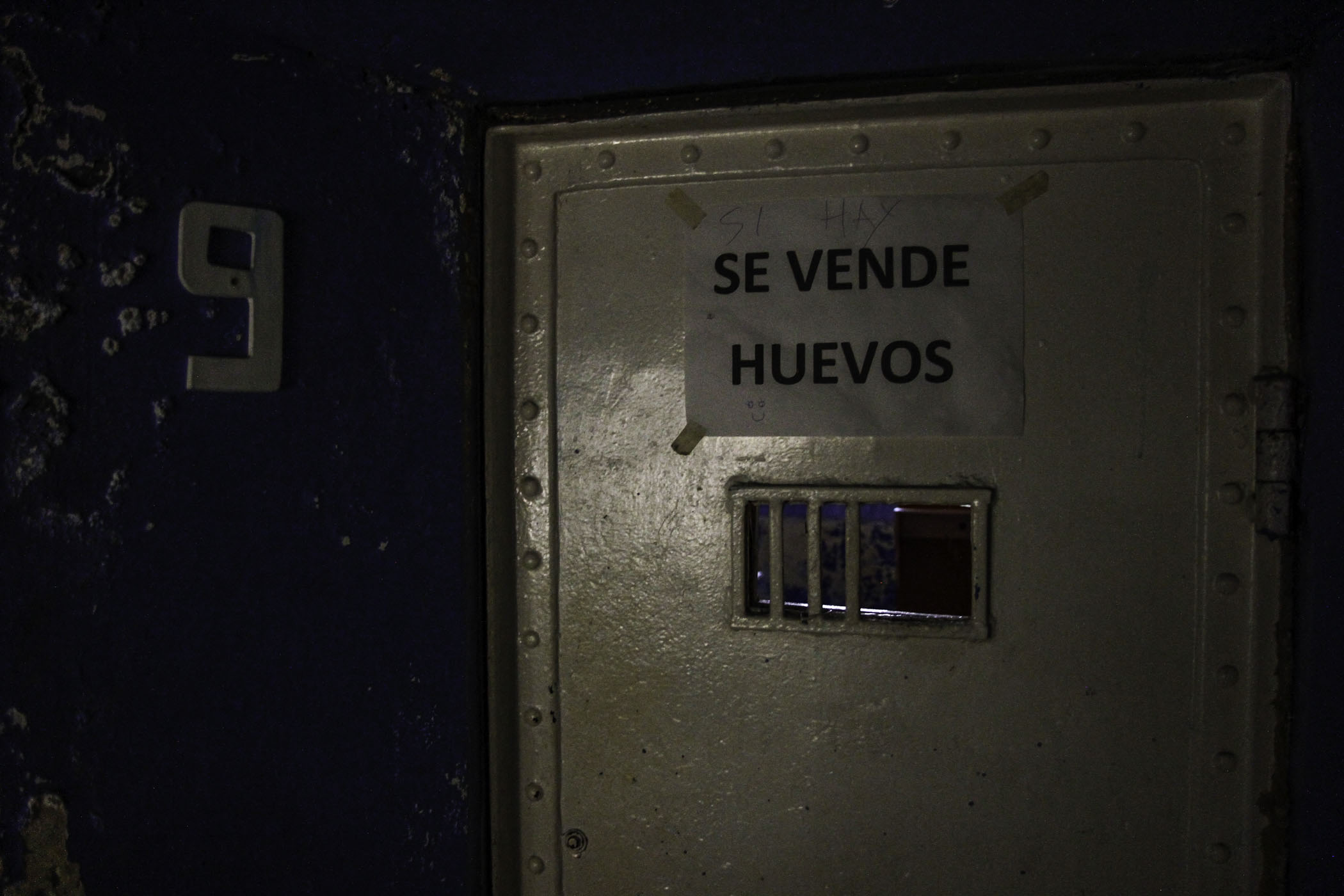
Puerta de una celda.

La Junta Militar de 1963 metió en prisión a decenas de políticos; mientras que durante la dictadura de Guillermo Rodríguez Lara fueron apresados el escritor Jaime Galarza, Fernando Maldonado, entre otros. Tras el retorno de la democracia, León Febres-Cordero encerrará en el sitio a miembros del grupo Alfaro Vive ¡Carajo!, algunos de los cuales se fugaron.
Estuvieron detenidos los comandos de Taura que realizaron una revuelta contra la persecución al General Frank Vargas Pazzos. En el penal los disidentes fueron torturados.
El informe de la Comisión de la Verdad creada para investigar las graves violaciones a derechos humanos ocurridas entre 1984 y 2008 enumeran 18 testimonios de personas torturadas en el Penal García Moreno en ese período de tiempo.
La cárcel albergó a los delincuentes conocidos del país como Luis Taipe, el "Asesino de las bufandas"; Daniel Camargo Barbosa, más conocido como el "Monstruo de los manglares", responsable de asesinar a mujeres, chicas jóvenes vírgenes e incluso también niñas de tan solamente 7 a 12 años de edad.
Juan Fernando Hermosa, el "Niño del terror", chico adolescente pandillero de 15 años, fue el responsable de asesinar a sangre fría a 22 personas, entre sus víctimas se encontraban taxista, camioneros y homosexuales, siendo los taxistas el mayor número de asesinados.El día que se llevó a cabo el operativo de su captura, su madre Zoila Amada Suárez Mejía, una mujer que sufría de artritis y sordera, fue asesinada de 20 disparos por parte de la policía tras una confusión. Juan Fernando Hermosa también asesinó a un oficial de policía junto a su amigo Luis Aníbal Quishpie y Milton Rolando Robalino Velín.
Pedro Alonso López, el "Monstruo de los Andes", acusado de asesinar a 100 mujeres en Perú, 100 en Colombia, y muchas más de 110 en Ecuador, es considerado el mayor asesino en serie de la historia, quedó en libertad en 1994.
William Cumbajín, alias el "Asesino de los matorrales".
Sigifredo Dante Reyes, el "Cuentero de Muisne" un famoso estafador que se hacía pasar por extranjero y celebridades a los lugares que iba, para así ser tratado de una manera amable y obtener beneficios, también se hizo famoso por la venta del reloj público de Guayaquil a una pareja de turistas Suizos; entre otros.
En esta cárcel se creó una lujosa celda para el narcotraficante Óscar Caranqui, localizada en el pabellón A y que contaba con luz brillante, una cama de una plaza y media, lujosos acabados, televisión plasma, un microondas, una nevera, muebles de madera envueltos en espejos, vasos, copas y licores importados de un alto valor económico. En el mismo pabellón fue destinado Lucio Gutiérrez tras caer preso cuando regresó después de rebelión de los forajidos; así como también los banqueros Fernando Aspiazu y Alejandro Penafiel; y sacerdotes como el cura Flores y el anglicano Walter Crespo.
Varias fugas tuvieron lugar en el expenal, una de ellas fue en 1987, cuando 3 líderes de Alfaro Vive Carajo escaparon por un túnel.

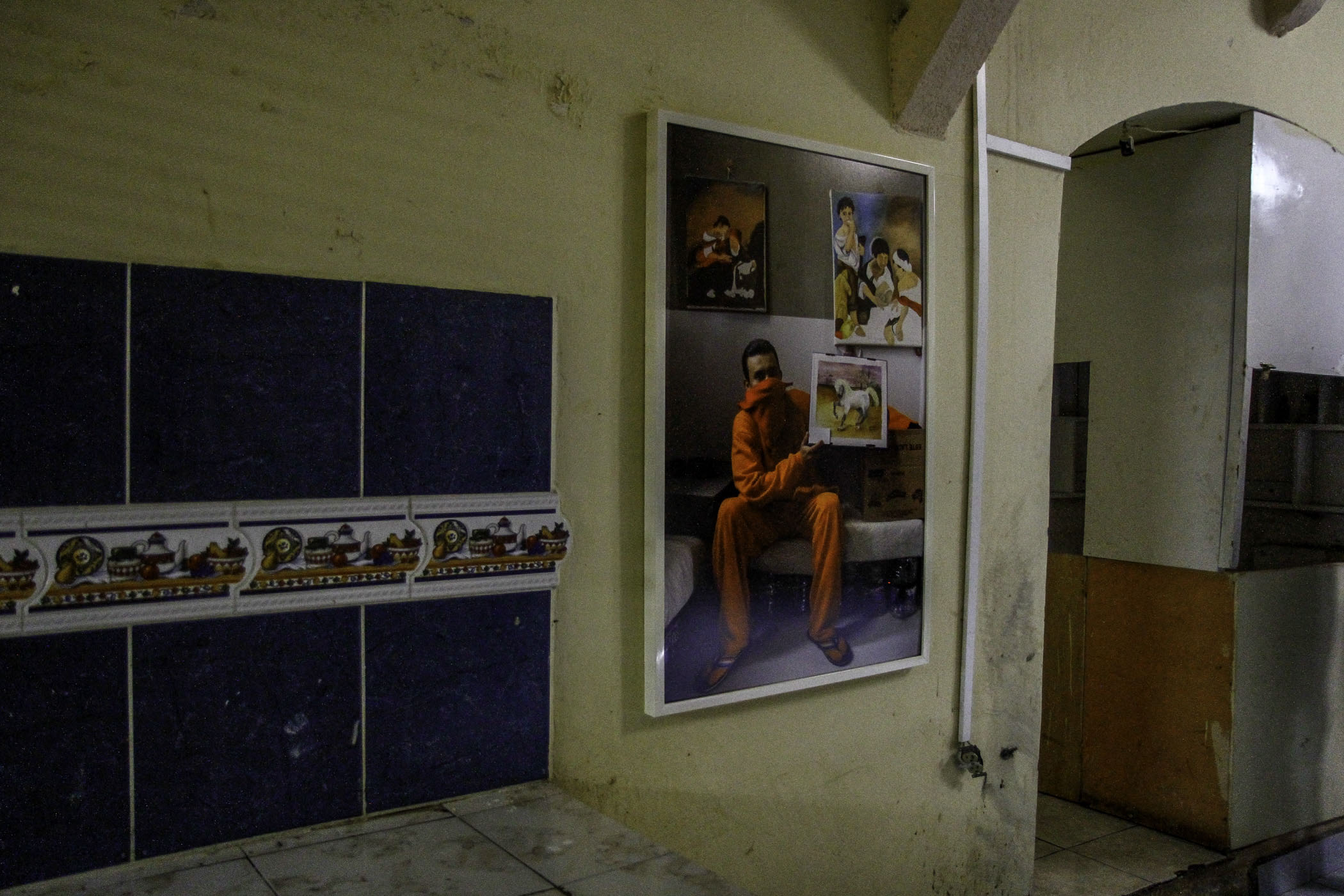
Foto parte de la exposición fotográfica del museo.

### Conversión en museo
En el gobierno de Rafael Correa, la administración de los penales quedará en manos del Ministerio de Justicia y se comenzó la construcción de un nuevo centro de rehabilitación en el Cantón Latacunga.
Tras 139 años de uso, el 30 de abril de 2014 dejó de funcionar, quedando en malas condiciones. El 19 de diciembre de ese año se abrió como museo donde se exhibió una galería fotográfica. Para el 2018, en el gobierno de Lenín Moreno, quedó en manos de la Secretaría de Gestión Inmobiliaria del Sector Público (Inmobiliar).

## Arquitectura
Creado en forma de panóptico, con un estilo neoclásico utilitarista, e inspirada en la parisina Prisión de la Santé, con la entonces moderna planta edificable del sistema carcelario europeo, creada en 1791 por el filósofo inglés Jeremy Bentham. Su arquitecto Thomas Reed planeó una arquitectura característica pero sencilla, evitando los adornos innecesarios; y una estructura debía ser sólida y robusta, excluyéndose el uso de adobe, que era una técnica constructiva local. Se incluyeron celdas y pasillos que debían tener las dimensiones exigidas en Europa, con puertas de hierro, jardines, piscina y aprovisionamiento de agua constante para los reos, así como existir pocas celdas de castigo para evitar el abuso de uso.

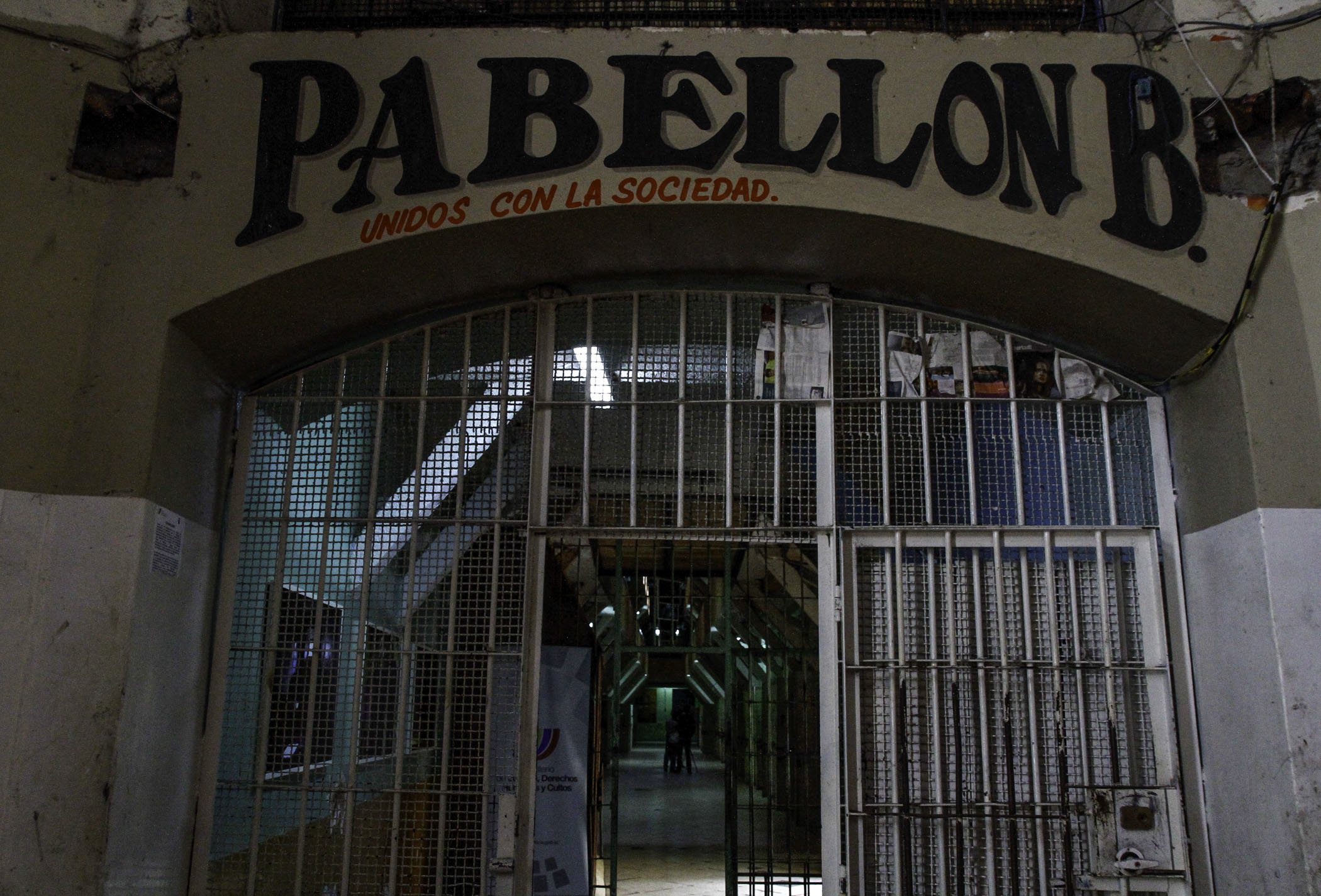
Entrada al pabellón B de la cárcel.

### Pabellones
La cárcel fue dividida en 5 pabellones que fueron utilizados para diferentes tipos de criminales:
- El pabellón A, considerado de máxima seguridad o de los privilegiados, donde fueron depositados políticos, cabecillas del narcotráfico y banqueros. Además de las 28 celdas, también existe biblioteca, gimnasio, entre otros beneficios.
- El pabellón B era considerado el más peligroso, albergue de violadores, asesinos, internos violentos y culpables de otros delitos graves. Sus 114 celdas estaban sobre pobladas con un promedio de 15 prisioneros.
- El pabellón C, el menos violento y mejor organizado, tenía como huéspedes a extranjeros, "mulas" del narcotráfico y culpables de delitos menores. Con 57 celdas y en cada una vivían 3 personas.
- El pabellón D, conocido como "heterogéneo", se encontraba en este sitio reos de estudios superiores o con primaria incompleta.Tiene 66 celdas que usaron 4 personas.
- El pabellón E, denominado ‘aislado’, destinado a los internos adictos a las drogas y problemas económicos. Tiene 34 celdas.[4]